# Amanda L. Aikens
Amanda L. Aikens (nascida, Barnes; North Adams, 12 de maio de 1833 — Milwaukee, 20 de maio de 1892) foi uma editora de jornal e filantropa americana. Durante a Guerra Civil, foi uma das mulheres trabalhadoras mais notáveis, e foi através de suas manifestações públicas que trouxe a pauta da criação do Asilo Nacional Militar. 
Aikens arrecadou dinheiro em Wisconsin para a Escola de Medicina Johns Hopkins, em Baltimore, com o objetivo de garantir a presença de mulheres nas mesmas condições de igualdade que os homens. Ela sempre se importou em ajudar o próximo e a trabalhar pela educação em seu estado. Aikens também foi fundamental na fundação da Wisconsin Industrial School for Girls, além de ter sido membro da Humane Society, do Woman's Club e do Athenaeum. Em 1887, ela começou a editar a seção "Woman's World" no jornal de seu marido, o Evening Wisconsin.

## Infância e educação
Amanda Lovina Barnes nasceu em North Adams, Massachusetts, em 12 de maio de 1833. Seu pai se chamava Asahel Richardson Barnes. O nome de sua mãe quando solteira era Mary Whitcomb Slocum. O sobrenome Aikens surgiu diante de influências religiosas. Grande parte de sua educação foi por meio do Instituto Maplewood, na cidade de Pittsfield, em Massachusetts.

## Carreira
Ela casou-se com Andrew Jackson Aikens no dia 4 de janeiro de 1854. Eles moravam na cidade de Milwaukee, estado de Wisconsin, onde, por muitos anos, ela foi líder em instituições de caridade da região, trabalhou na igreja e fez esforços para o desenvolvimento intelectual das mulheres. Eles tiveram quatro filhos, incluindo Mary Lydia Aikens e Stella Cramer, uma poetisa de grande relevância.
Em novembro de 1887, Aikens começou a trabalhar como editora da revista "The Woman's World", um departamento especial do The Evening Wisconsin, do qual seu marido era um dos proprietários, publicado em Milwaukee. Até então, ela era mais conhecida por seu interesse ativo e conexão íntima com inúmeras sociedades benevolentes. Ela foi uma vez presidente do Conselho de Caridades e Correções Locais, ficou dois anos na presidência do Clube da Mulher de Milwaukee, mais dois anos no controle do Comitê de Arte, esteve na vice-presidência da Escola Industrial de Wisconsin para Meninas, e, por dez anos, foi presidente do seu comitê executivo.
Durante a Guerra Civil, ela era uma trabalhadora incansável. Foi ela quem fez as manifestações públicas e os comunicados através da imprensa quando foi criado o Asilo Nacional Militar, feito para os soldados veteranos. Na obra History of Milwaukee, publicada em 1881, há um longo relato de seu trabalho ajudando os feridos durante a Guerra Civil.
Ela viajou com frequência pela Europa, e suas cartas como leitora eram alvos de crítica do mais alto nível. Ela foi uma das mais entusiasmadas e bem-sucedidas que arrecadaram dinheiro em Wisconsin para a Johns Hopkins Medical School, em Baltimore, com o objetivo de garantir as mulheres nas mesmas condições de igualdade que os homens. Ela ajudou em grande parte na organização do primeiro Clube Republicano Feminino de Wisconsin, e foi uma delegada estadual à Conferência Nacional de Caridades quando se reuniu em Baltimore. Em 1891, ela leu um artigo antes da Conferência Estadual de Caridades em Madison, Wisconsin.
Aikens deu muita importância em relação a culinária das escolas públicas de Milwaukee. Ela foi considerada, por quinze anos, como diretoria oficial da Art Science Class, uma organização literária com o objetivo de desenvolver o gosto pela arquitetura, pintura, escultura e ciência. Cento e cinquenta mulheres pertenciam a essa classe, e ela fez mais pela educação direta das mulheres nas artes e ciências do que qualquer outra instituição do estado.

## Morte
Após o auge da pandemia de gripe de 1889-1890, Aikens contraiu o vírus em janeiro de 1892. No entanto, embora esteve doente e de repouso na cama, continuou gerenciando o departamento editorial da revista até três semanas antes de sua morte. Ela morreu em sua casa em Milwaukee, 20 de maio de 1892, após lutar por esta longa doença.